# 本多重次

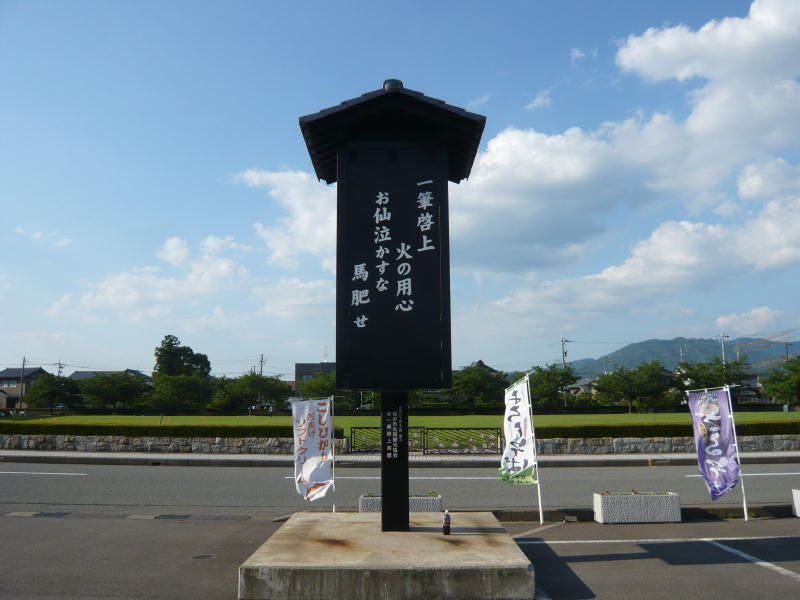
「一筆啓上 火の用心 お仙泣かすな 馬肥やせ」の看板（坂井市）

本多 重次（ほんだ しげつぐ）は、戦国時代から安土桃山時代にかけての武将。徳川氏の家臣。通称は作左衛門（さくざえもん）。

## 生涯
享禄2年（1529年）、本多重正の子として誕生した。通称の作左衛門と、剛邁で怒りやすいことから、「鬼作左（おにさくざ）」と綽名された。
三河国の戦国大名・徳川家康に仕え、天野康景、高力清長と共に三河三奉行の一人として、行政面に力を発揮した。奉行に登用された時、非道な事はせず、依怙贔屓をせず、明白に沙汰を遂げ、物事の埒が早く明くので、皆が驚いた。その後、天正10年（1582年）の甲州征伐後に徳川家が領有した駿河国の国奉行、また石川数正が出奔した天正13年（1585年）には、後任として岡崎城代になり、100騎を付属された。
また武将としても活躍し、永禄元年（1558年）、家康の寺部城初陣に従い功を挙げ、一向宗乱の時には、その宗門であったのを改めて誓書をたてまつり、所々に転戦している。また、小田原征伐においては、自ら勧誘した向井正綱と共に梶原景宗率いる北条水軍を迎撃してこれを打ち破っている。
ところが、小田原征伐後に家康が北条旧領の関東へ移封後、豊臣秀吉の命を受けた家康により、上総国古井戸（小糸とも。現在の千葉県君津市）3,000石にて蟄居を命じられた。その後、蟄居先が下総国相馬郡井野（現在の茨城県取手市井野）に変更される。
文禄5年（1596年）7月16日、死去。享年68。家督は長男の成重が継いだ。

## 人物・逸話

### 家康への忠義
家康の次男・結城秀康の母・於万は家康の正室・築山殿の奥女中を務めていたが、家康の手が付いて秀康を身籠った。家康は築山殿の悋気を恐れ於万を重次の許に預け、秀康は重次に匿われている中村家で誕生した。
天正13年（1585年）3月に家康が腫物をこじらせて重態に陥った時、治療を勧める医師の話に耳をかさない家康に業を煮やした重次は、「殿にはさてもさても分別のないにわか療治をなされたあげく犬死されることよ。ご自身で望まれたこととは申しながら、なんと惜しい命であることか……」「この作左お先にお供をつかまつる……。されば今生のお暇ごいをただ今申しあげる」と切腹の準備にとりかかったため、家康が折れて腫物の治療を受け、事なきをえた。

### 鬼作左の由来
重次は気性が荒く、家康にも遠慮なく諫言した。また武勇に秀でており、三方ヶ原の戦いでは大敗した徳川軍の中で、自ら敵兵数十人に囲まれて絶体絶命に陥る中、敵兵の繰り出す槍をたぐって1騎を落馬させ、首をかき切ってその馬を奪って浜松城に逃げ込んだ、という逸話も伝わる。
性格に関して新井白石は「重次は恐ろしげに見え、言いたい放題を言い、思慮のあるようではなく、奉行など務まる柄ではないように思えた。だが心正しく、しかも民を用いるのに配慮があり、訴訟をよく聞き事を明らかにした」と評価している。
領地の民に法令を触れ回る時の立て札は、難しい言い回しを避け、ひらがなでわかりやすく大きな字で書かせたという。そして最後に「右に背くと、作左が叱る」という文言で締めたという。

### 身体的特徴
片目に加え、片足や手指も創傷によって欠損していたと伝えられている。

### 蟄居の理由
重次はたびたび豊臣秀吉の怒りを買っていたとされる。
- 家康の次男・於義丸（後の結城秀康）と共に人質として秀吉に差し出されていた息子・仙千代（後の本多成重）を「母親の看病をさせたい」と嘘をついて呼び戻した（『藩翰譜』における本多重次・成重父子についての記述）。
- 天正14年（1586年）、家康が秀吉に臣従を誓い上洛する代償として秀吉の生母・大政所が岡崎に下向した時、家康の後室となった娘の旭を見舞うという名分で岡崎に入った大政所の宿舎に、薪を積んで万一の有事に備えた（家康に何かあれば大政所を即刻焼き殺すつもりでいた。秀吉は親想いで有名だった）ため、秀吉の心証を著しく損なった[要出典]。
- 小田原攻めの折り、秀吉が岡崎城に立ち寄った際、重次との対面を予定していたにもかかわらず、重次は応じなかったため秀吉を不快にさせた[4]。

### 一筆啓上
「一筆啓上 火の用心 お仙泣かすな 馬肥やせ」の一文は、重次が天正3年（1575年）の長篠の戦いの陣中から妻にあてて書いた手紙とされ、日本一短い手紙として有名である。この「お仙」は当時幼子であった嫡子・仙千代（成重）のことである。なお、実際の手紙の文は広く知られているものとは微妙に異なり「一筆申す 火の用心 お仙痩さすな 馬肥やせ かしく」である。
現在、丸岡城内には「一筆啓上碑」があり、福井県坂井市（2005年に丸岡町、三国町、春江町、坂井町と合併して市制を敷く）では旧丸岡町時代の平成5年（1993年）から「日本で一番短い手紙」を募集している。
重次は頑固で他人に厳しい人物と見られがちだが、この手紙は唯一の息子である仙千代を心配し、自らが留守中に家中を取り仕切る妻に「火事に気を付けるように、使用人への徹底を改めてするように、そして5人の子のうち男子は仙千代だけだから病気に気を付け、武士にとって戦場で命を預ける馬の世話を怠りなくせよ」と妻子を気遣う優しさが見え隠れしている。なお、後に仙千代は、豊臣秀吉への人質として秀吉の養子となった結城秀康の小姓として大坂に送られたが、その翌年に重次は仙千代と甥の源四郎（後の本多富正）を無断で交代させた。重次の行動は、実子の安否と出世を懸念した（秀康は実父・家康に疎まれていたので先が危ぶまれていた）とも、不遇の兄の子を出仕させその出世を望んだとも解釈できるが、この行動が秀吉の怒りに触れ、重次は家康によって上総国古井戸（小糸）（現在の千葉県君津市）3,000石にて蟄居を命じられている。さらに、結城秀康が越前藩一国68万石を与えられると、源四郎こと富正は附家老として3万9千石を与えられた。当時、仙千代こと成重は幕臣として5,000石を与えられていたが、慶長18年（1613年）に、秀康の子・松平忠直の附家老として、越前丸岡4万石を与えられる。一説には、重次が送り込んだ甥の出世を見て、実子を福井藩にねじ込んだ（なので新参なのに石高が富正より少し高い）とも言われているが、秀康の越前移封よりも前に重次は死去しているのでこの話は成り立たない。

## 菩提寺・墓所
茨城県取手市にある本願寺が菩提寺となっている。同寺は応永3年（1396年）建立の浄土宗鎮西派・知恩院直末寺である。重次の着用した兜、具足、徳川家康より拝領の金扇、金団扇などが収蔵されている。なお、墓所は寺の北西約1kmにあり、「本多重次墳墓」として茨城県指定史跡になっている。

## 関連作品
- 『徳川家康』（1983年、NHK大河ドラマ、演：長門裕之）
- 『功名が辻』（2006年、NHK大河ドラマ、演：田中健）